# ایگل اوییشن فرانسه
ایگل اوییشن فرانسه (به انگلیسی: Eagle Aviation France) یک شرکت هواپیمایی است که در تاریخ ۱۹۹۸ میلادی تأسیس شده است. دفتر مرکزی ایگل اوییشن فرانسه در سن-نزر، فرانسه واقع شده‌است.